# Lémeré
Lémeré és un municipi francès, situat al departament de l'Indre i Loira i a la regió de Centre – Vall del Loira. L'any 2007 tenia 401 habitants.

## Demografia

### Població
El 2007 la població de fet de Lémeré era de 401 persones. Hi havia 164 famílies, de les quals 40 eren unipersonals (16 homes vivint sols i 24 dones vivint soles), 76 parelles sense fills, 44 parelles amb fills i 4 famílies monoparentals amb fills.
La població ha evolucionat segons el següent gràfic:
Habitants censats

### Habitatges
El 2007 hi havia 215 habitatges, 174 eren l'habitatge principal de la família, 21 eren segones residències i 19 estaven desocupats. 208 eren cases i 5 eren apartaments. Dels 174 habitatges principals, 141 estaven ocupats pels seus propietaris, 27 estaven llogats i ocupats pels llogaters i 6 estaven cedits a títol gratuït; 1 tenia una cambra, 10 en tenien dues, 22 en tenien tres, 62 en tenien quatre i 78 en tenien cinc o més. 148 habitatges disposaven pel capbaix d'una plaça de pàrquing. A 62 habitatges hi havia un automòbil i a 101 n'hi havia dos o més.

### Piràmide de població
La piràmide de població per edats i sexe el 2009 era:
| Homes | Edats   | Dones |
| ----- | ------- | ----- |
| 0     | 95 o +  | 0     |
| 0     | 90 a 94 | 0     |
| 8     | 85 a 89 | 8     |
| 8     | 80 a 84 | 4     |
| 20    | 75 a 79 | 16    |
| 8     | 70 a 74 | 16    |
| 0     | 65 a 69 | 4     |
| 12    | 60 a 64 | 0     |
| 0     | 55 a 59 | 8     |
| 8     | 50 a 54 | 8     |
| 20    | 45 a 49 | 12    |
| 24    | 40 a 44 | 24    |
| 12    | 35 a 39 | 20    |
| 12    | 30 a 34 | 4     |
| 8     | 25 a 29 | 0     |
| 12    | 20 a 24 | 4     |
| 20    | 15 a 19 | 0     |
| 20    | 10 a 14 | 20    |
| 16    | 5 a 9   | 0     |
| 8     | 0 a 4   | 0     |

## Economia
El 2007 la població en edat de treballar era de 253 persones, 186 eren actives i 67 eren inactives. De les 186 persones actives 174 estaven ocupades (99 homes i 75 dones) i 11 estaven aturades (4 homes i 7 dones). De les 67 persones inactives 26 estaven jubilades, 15 estaven estudiant i 26 estaven classificades com a «altres inactius».

### Ingressos
El 2009 a Lémeré hi havia 175 unitats fiscals que integraven 443 persones, la mediana anual d'ingressos fiscals per persona era de 14.876 €.

### Activitats econòmiques
Dels 13 establiments que hi havia el 2007, 1 era d'una empresa de fabricació d'altres productes industrials, 2 d'empreses de construcció, 3 d'empreses d'hostatgeria i restauració, 1 d'una empresa immobiliària, 3 d'empreses de serveis, 1 d'una entitat de l'administració pública i 2 d'empreses classificades com a «altres activitats de serveis».
Dels 4 establiments de servei als particulars que hi havia el 2009, 2 eren guixaires pintors, 1 restaurant i 1 agència immobiliària.
L'any 2000 a Lémeré hi havia 29 explotacions agrícoles que ocupaven un total de 1.044 hectàrees.

## Poblacions més properes
El següent diagrama mostra les poblacions més properes.